# Az álarcosbál
Az álarcosbál (olaszul: Un ballo in maschera) Giuseppe Verdi operája három felvonásban, öt képben. Szövegét Antonio Somma és Francesco Maria Piave írták.

## A mű története
Az álarcosbál eredeti szövegkönyvét Eugène Scribe (1791–1861) írta. Először Auber zenésítette meg. A történet hőse III. Gusztáv svéd király volt és Scribe az 1792-es esztendő drámai eseményeit öntötte librettó formájába: a francia forradalom és a konzervatív erők Svédországban is összecsapásra készültek; az ellentét drámai módon pattant ki: Jacob Johan Anckarström kapitány a stockholmi operában tartott álarcosbálon egy lövéssel halálra sebezte a királyt.
Scribe rendkívül mozgalmas, érdekes történetet kerekített a Gusztáv király ellen elkövetett merényletből. Daniel Auber zenéje azonban nem vitte diadalra a drámát. Verdi két világhírű szövegírója: Francesco Maria Piave és Antonio Somma új változatot készített a librettóból. Piave hatalmas színpadi gyakorlattal bírt, hiszen ő írta az Ernani, A két Foscari, a Macbeth, A kalóz, a Rigoletto, a Traviata és a Simon Boccanegra szövegkönyvét is. Az új libretto 1857-ben készült el és ez év végére Giuseppe Verdi be is fejezte a mű partitúráját. A szerződése értelmében Az álarcosbált Verdinek a nápolyi operában kellett volna bemutatnia. A premierre minden előkészület megtörtént, a művet azonban az utolsó pillanatban betiltották, politikai üzenete miatt
Ventignana herceg, a nápolyi operaház intendánsa bizottságot alakított, mely arra lett volna hivatva, hogy Scribe-Piave-Somma szövegkönyvet átdolgozza. Verdi azonban nem fogadta el a megváltoztatott szöveget, művét visszavonta és a római operának adta át.
Az eredeti szövegkönyvvel és szerepekkel a Szegedi Szabadtéri Játékokon mutatták be Magyarországon először a darabot.

## Szereplők
| Szereplő                                                          | Hangfekvés |
| ----------------------------------------------------------------- | ---------- |
| Riccardo, Warwich grófja, Boston kormányzója                      | tenor      |
| Renato, egy kreol, a titkára                                      | bariton    |
| Amelia, Renato hitvese                                            | szoprán    |
| Ulrica, jósnő                                                     | alt        |
| Oscar, apród                                                      | szoprán    |
| Samuel és Tom, összeesküvők                                       | basszus    |
| Silvano, matróz                                                   | bariton    |
| Küldöttek, udvaroncok, tisztek, összeesküvők, szolgák, álarcosok. |            |

## Cselekménye
Helyszín: Boston
Idő: 17. század vége

### Első felvonás
Első jelenet
Terem Boston kormányzója, Riccardo gróf palotájában
A kormányzó reggeli audienciáját tartja. Beengedik a kérvényezőket és az udvaroncokat, akik között elvegyülnek a merényletet tervező Samuel és Tom grófok, valamint szövetségeseik. Oscar, az apród átnyújtja a kormányzónak az álarcosbálra hivatalos személyek névsorát, akik között ott van Amelia is, a gróf legjobb barátjának és egyben titkárának, Renatónak a hitvese is. Amikor Renato figyelmezteti egy lehetséges összeesküvésre, Riccardo megkönnyebbül, hogy titkára mit sem sejt szerelméről, ami pedig az összeesküvőket illeti: nem veszi komolyan őket. Egy bíró elé terjeszti a jósnő, Ulrica száműzetési kérelmét. Oscar védelmébe veszi az asszonyt. A gróf kíváncsi lesz a jósnőre és elhatározza, hogy felkeresi.
Második jelenet
A jósnő kunyhója előtt
Ulrica körül sok ember tolong. Egy matróz azt kérdezi tőle vajon szolgálataiért megjutalmazza-e majd a kormányzó? Riccardo titokban pénzt és egy előléptetésről szóló okmányt ad át neki. Egy nemes hölgy kíván a jósnővel beszélni. Riccardo ezt is kihallgatja. Amelia, a hölgy, azt kérdezi Ulricától, miként tudná leküzdeni a Riccardo iránt érzett bűnös szerelmét. A jósnő egy csodatevő füvet ajánl neki, amelyet saját kezével kell éjjel leszednie az akasztófahegyen. Amelia még aznap este el akar menni a hegyre. Riccardo elhatározza, hogy követni fogja. Halásznak öltözve ő is tanácsot kér a jósnőtől, aki megmondja neki, hogy hamarosan meg fog halni, gyilkosa pedig az lesz akivel elsőként kezet fog. Ekkor belép Renato és kezet fog a gróffal, aki megkönnyebbül, hiszen ártalmatlannak és barátjának véli a titkárt. Ulrica inti, hogy vegye komolyan a sorsára vonatkozó jóslatot.

### Második felvonás
Első jelenet:
Néptelen táj egy domb alján
Éjszaka, Ulrica tanácsát megfogadva, Amelia felmegy a hegyre megkeresni a füvet. Riccardo követi őt és rábírja, hogy vallja be iránta érzett szerelmét. Renato is megérkezik, mivel követte Riccardót félve, hogy a merénylők rátámadnak. Kabátot cserél a gróffal és a lefátyolozott hölgyet visszakíséri a városba, mit sem sejtve, hogy az tulajdonképpen felesége. A merénylők megtámadják a grófnak vélt Renatót. Amelia közbelép, hogy megakadályozza a gyilkosságot és ezzel felfedi kilétét. A merénylők kinevetik a felszarvazott férjet. A féltékenységtől őrjöngő Renato másnapra a házába rendeli a merénylőket.

### Harmadik felvonás
Első jelenet:
Renato dolgozószobája
Renato feleségének meggyilkolásán gondolkodik és nem hiszi el ártatlanságát. Amelia csak annyi időt kap, hogy gyerekét láthassa. Renato a gróf ellen fordul, csatlakozik az összeesküvőkhöz és sorshúzáson eldől, neki kell majd megölnie Riccardót. Megérkezik Oscar a meghívókkal az álarcosbálra. Amelia sejti, hogy a bál csapda lesz a gróf számára.
Második jelenet:
A gróf páholya az operaházban
Riccardo, az Amelia iránt érzett szerelme és barátja iránti hűség között vívódva elhatározza, hogy Renatót Angliába küldi. Amelia egy névtelen levélben értesíti a közelgő merényletről, de a gróf ezt semmibe veszi.
Harmadik jelenet:
Bálterem
Az álarcosbálon a merénylők a jelmezesek közé vegyülnek. Renato megtudja Oscartól, hogy a gróf milyen jelmezt öltött. Amelia megpróbálja rávenni Riccardót, hogy hagyja el a termet, de hiába, Renato leszúrja. A haldokló gróf megmutatja az Angliába való kinevezési okmányt és megesküszik, hogy közte és Amelia között soha semmi bűnös dolog nem történt. Megbocsát gyilkosának és meghal.

## Híres áriák, kórusművek
- La rivedrà nell’estasi -  Riccardo áriája (első felvonás)
- Alla vita che t’arride -  Renato áriája (első felvonás)
- Volta la terrea -  Oscar áriája (első felvonás)
- Re dell’abisso, affrettati -  Ulrica áriája (első felvonás)
- Di’ tu se fedele -  Riccardo áriája (első felvonás)
- Ma dall’arido stelo divulsa -  Amelia áriája (második felvonás)
- Morrò, ma prima in grazia -  Amelia áriája (harmadik felvonás)
- Eri tu che macchiavi quell’anima -  Renato áriája (harmadik felvonás)
- Ma se m’è forza perderti -  Riccardo áriája (harmadik felvonás)
- Saper vorreste -  Oscar áriája (harmadik felvonás)